# Haüyn
Haüyn je minerál ze skupiny tektosilikátů, respektive člen sodalitové skupiny. Prvně byl pojmenován jako latialit v roce 1803 Carlem Giuseppem Gismondim, podle lokality nálezu, avšak bez dokumentace. Roku 1807 jej tedy Tønnes Christian Bruun de Neergaard pojmenoval na počest René Just Haüyho, který je považován za otce krystalografie. Jméno ovšem nebylo ani poté pevně ustanoveno a tak se roku 1831 Louis Albert Necker de Saussiere rozhodl na počest Jönse Jakoba Berzeliuse pojmenovat tento minerál jako berzelinit. Finální verdikt nad tímto minerálem se snesl až v roce 1868, kdy James Dwight Dana oficiálně ustanovil název hauynit, v češtině je znám jako haüyn.

## Vznik
Jedná se o minerál vázaný na alkalické vulkanity. Může být hlavním horninotvorným minerálem foidových trachytů a příbuzných efuzív spolu s leucitem a nefelínem.

## Vlastnosti
- Fyzikální vlastnosti: Tvrdost 5,5-6, křehký, hustota 2,45 g/cm³ průměrná, štěpnost výborná podle {110}, lom je nezřetelný až nerovný.
- Optické vlastnosti: Barvu má velmi sytě modrou, avšak může dosahovat i jiných odstínů. Vryp je bílý s modrým nádechem, lesk skelný, některé vzorky jsou pod krátkými vlnami UV světla fluorescentní s jemnou oranžovo-fialovou barvou. Je průhledný i průsvitný.
- Chemické vlastnosti: Složení: Na 8,91 %, Ca 7,76 %, Al 15,68 %, Si 16,32 %, O 40,29 %, S 9,32 %. Může být také přítomné stopové množství chlóru, vody a K2O. Při kontaktu s kyselinami gelovatí.

## Výskyt
- vrchovina Eifel, Německo
- Vesuv, Itálie
- Andělská Hora (okres Karlovy Vary), Česko

## Parageneze
Často v asociaci s nefelínem, leucitem, melilitem, augitem, sanidinem, biotitem, flogopitem a apatitem.

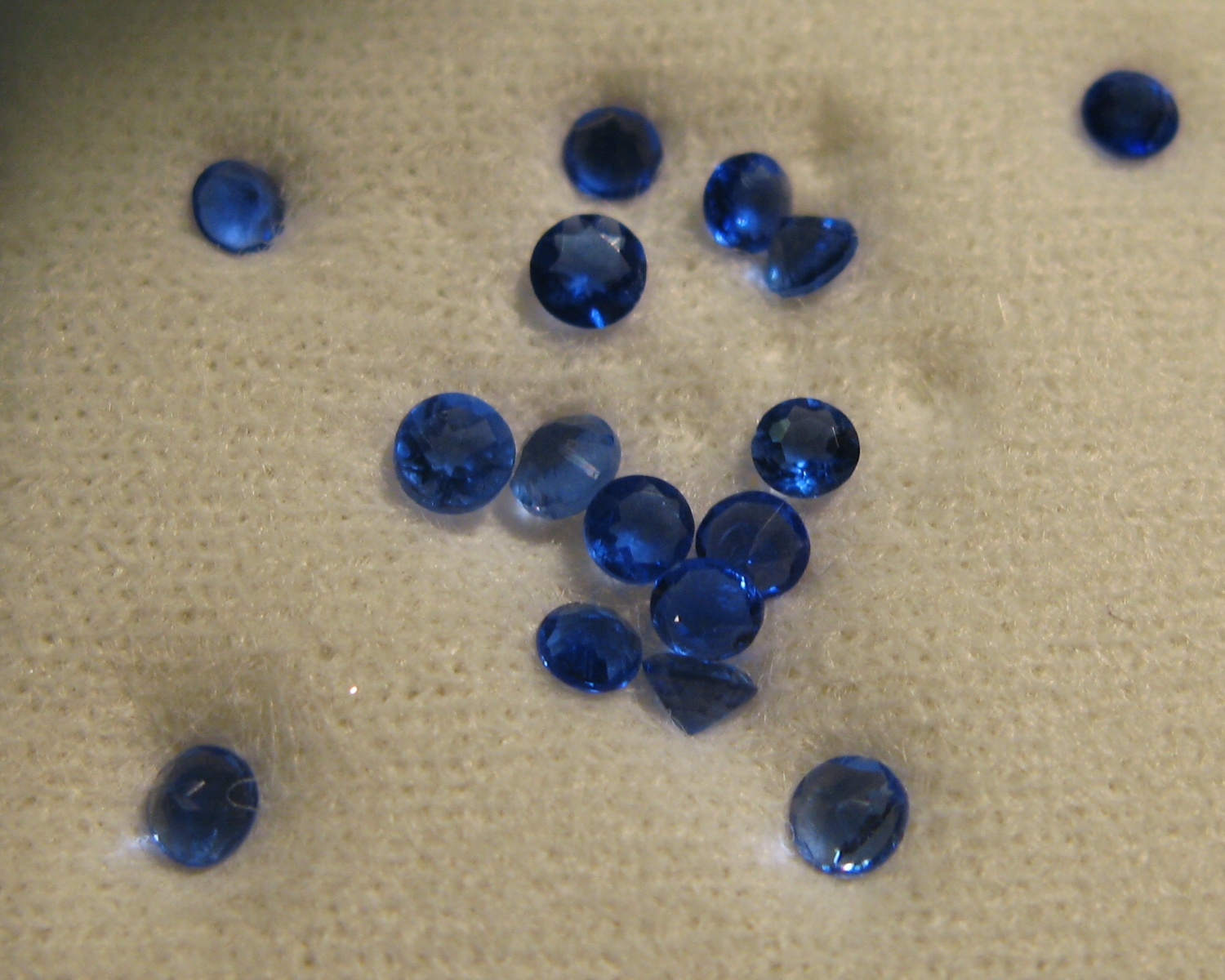
Haüyn ve facetovém výbrusu

## Využití
Haüyn je velmi krásný minerál, který je oblíbený jak mezi sběrateli, tak i mezi klenotníky. Vzhledem k tomu, že je jeho výskyt poměrně vzácný, ceny nejkrásnějších broušených kusů se mohou vyšplhat až na cenu 3000 dolarů za karát.